# Площа Михайла Співака
Площа Миха́йла Співака́ — площа в Голосіївському районі міста Києві, місцевість Теличка. Розташована на перетині Промислової та Покільської вулиці.

## Історія
Виникла під назвою Нова площа. Найменування отримала в 1997 році на честь будівельника Михайла Співака.
Розташована серед промзони і є однією з найменш відомих та найвіддаленіших площ міста.